# رودولشتات
رودل اشتات (بالألمانية: Rudolstadt) هي بلدة ألمانية تقع في ألمانيا في تورينغن. يقدر عدد سكانها بـ 25,131 نسمة .

## المدن التوأمة
مدن بايرويت، آنسي وريكسبورغ، أيداهو هي مدن توأمة لـرودل اشتات.

## معرض صور

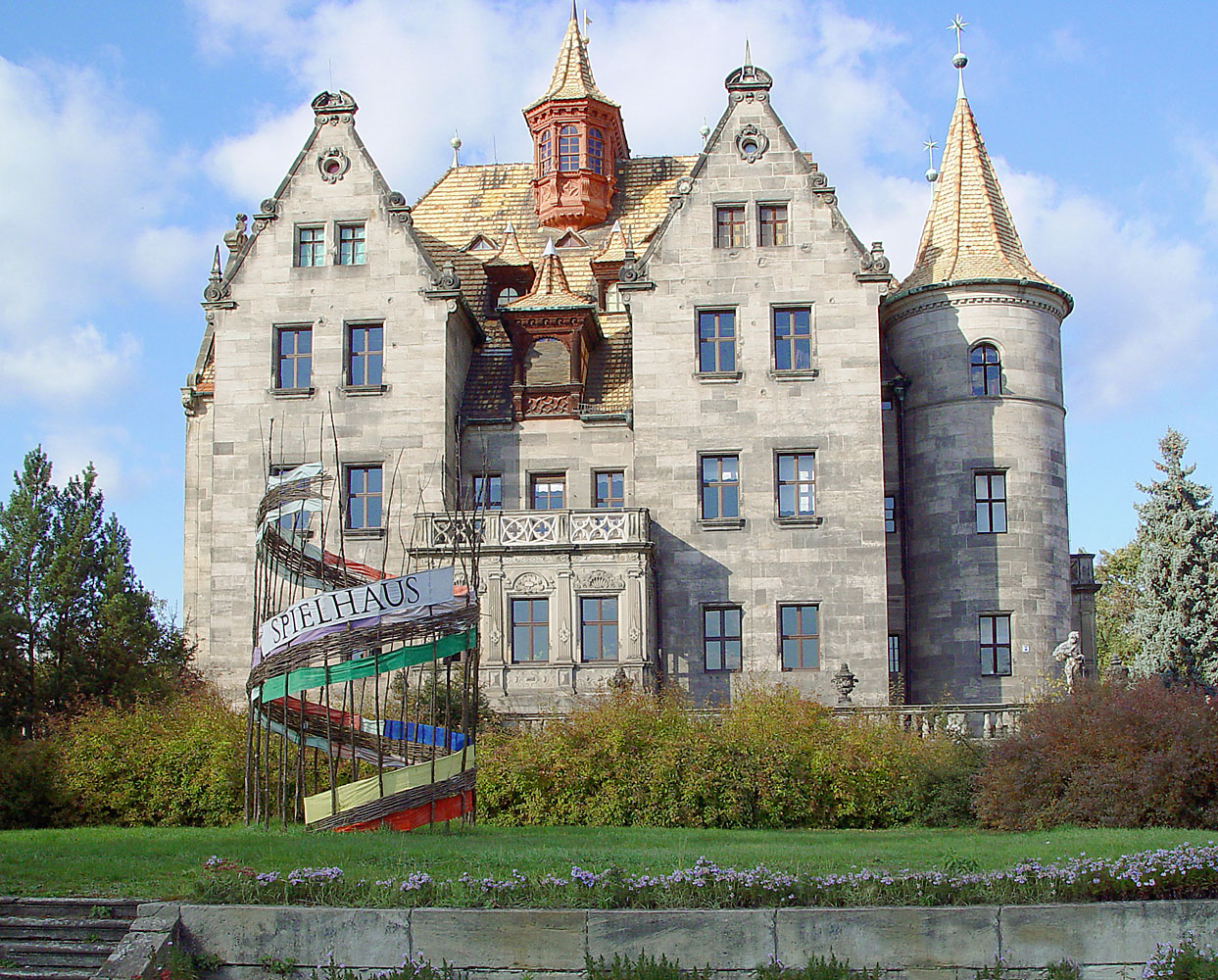
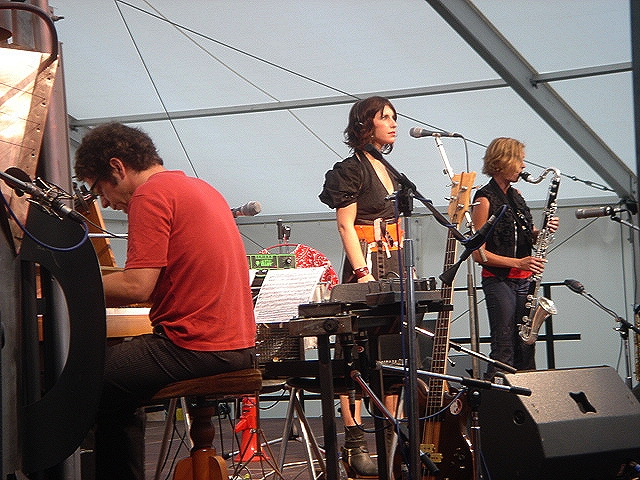
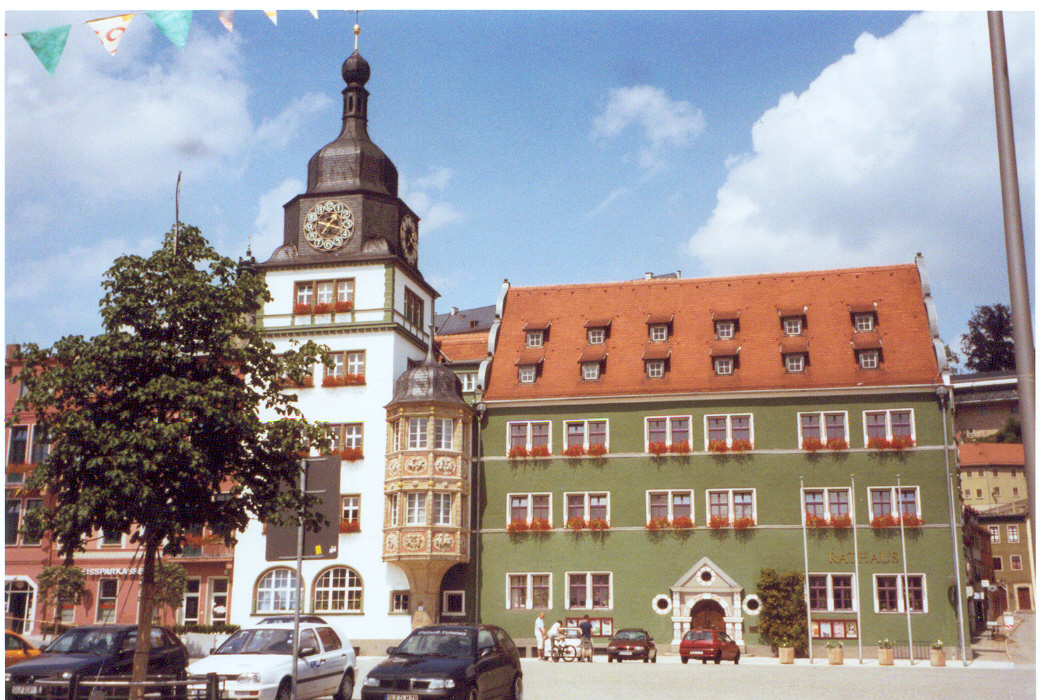

## أعلام
- كريستيان لورينز سومر
- فريدريك هارتمان جراف
- كارولين فون هيس-هومبورغ
- كريستوف ستيفان
- كريستيان إرنست جراف
- بيتر روك
- هاينريش كريستوف كوش
- كريستوف فورستر